# Louise-Françoise de Guzmán
Pour les articles homonymes, voir Guzmán et Gusmão.
Louise-Françoise de Guzmán (en portugais Luísa Francisca de Gusmão) (Huelva, 13 octobre 1613 — Lisbonne, 27 février 1666), fut la première reine consort de la dynastie de Bragance après son mariage avec Jean IV de Portugal le 12 janvier 1633. À la mort de son mari (6 novembre 1656), elle assura la régence jusqu'à la majorité de leur fils Alphonse VI de Portugal (28 juin 1662).

## Biographie

### Duchesse de Bragance
Louise-Françoise appartient à la maison de Medina-Sidónia, fille de Juan Manuel Pérez de Guzmán y Silva, 8e duc de Medina-Sidónia, et de Juana Lorenza Goméz de Sandoval y Lacerda, fille de Francisco Goméz de Sandoval y Rojas, 1er duc de Lerma, couple issu de deux des plus puissantes familles seigneuriales d'Andalousie. La famille de son père descend d'Alphonse Ier de Portugal. 

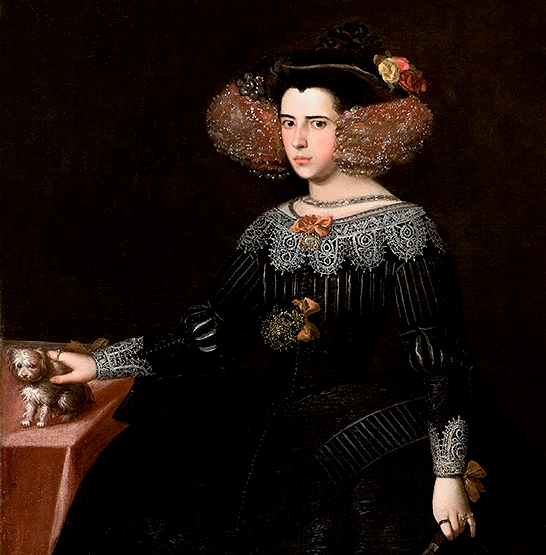
Louise à l'époque de son mariage avec Jean IV (c.1631-1632)

À cette époque le Portugal est sous domination espagnole. La couronne cherche à incorporer profondément le pays à l'Espagne. Il s'agit d'empêcher tout soulèvement portugais contre la dynastie espagnole. Ce projet commencé avec les règnes précédents se poursuit avec Philippe IV d'Espagne. Il passe notamment par une politique de mariage entre les seigneurs des deux pays.
Dans cette perspective, le mariage de Louise-Françoise de Guzmán avec le duc de Bragance apparaît à l'époque comme une occasion unique d'unir deux maisons ducales, espagnole et portugaise.
Pourtant, Louise-Françoise, soutiendra son mari dans sa rébellion contre l'Espagne, l'incitant à accepter la Couronne du Portugal : « Mieux vaut être Reine pour un jour que Duchesse toute sa vie ».

### Reine de Portugal
En 1640, le Portugal retrouve son indépendance sur l'Espagne. Le duc de Bragance, chef de la révolution aristocratique, est couronné roi et devient Jean IV de Portugal.
La famille royale s'installe à Lisbonne. La reine Louise-Françoise assiste son mari dans sa lutte pour la reconnaissance diplomatique du Portugal et assume la régence quand il part en guerre pour protéger les frontières du pays.

### Régente de Portugal
Avant de mourir Jean IV la nomme régente (1656-1662) jusqu'à la majorité de Alphonse VI. Mais son action sera rendue difficile par des conflits d'intérêts entre conseillers. Cela l'obligea à réunir une Junte Nocturne avec des hommes de confiance afin d'assurer la bonne marche des affaires publiques.
Sa régence est marquée par la victoire portugaise lors de la bataille de Linhas de Elvas, le 14 janvier 1659.
Les partisans de Alphonse VI se lancèrent ouvertement dans une lutte contre la régente, avec à leur tête D. Luís de Vasconcelos e Sousa, 3.º comte de Castelo Melhor. En 1661, elle chercha à abandonner le pouvoir avant de réaliser que son fils pourrait compromettre sa politique d'indépendance et de restauration.
On lui doit en grande partie la signature du traité avec l'Angleterre en 1662, le mariage de sa fille Catherine avec Charles II d'Angleterre et l'organisation de l'armée qui bientôt donnera la victoire au Portugal dans la guerre de restauration commencée en 1640.
Peu avant de mourir de tuberculose, cherchant l'alliance de la France, elle conclut le mariage d'Alphonse VI avec Marie Françoise de Savoie-Nemours.

## Descendance
Elle a eu sept enfants avec Jean IV de Portugal :
- Théodose de Bragance (1634-1653) ;
- Anne de Bragance (1635-1635), mort-née ;
- Jeanne de Bragance, princesse de Beira (1636-1653) ;
- Catherine de Bragance, princesse de Beira (1638-1705), épouse du roi Charles II d'Angleterre ;
- Manuel du Portugal (1640-1640), mort-né ;
- Alphonse VI (1643-1683), roi de Portugal ;
- Pierre II (1648-1706), roi de Portugal.